# Гельмут Брінкманн
Гельмут Брінкманн (нім. Helmuth Brinkmann; 12 березня 1895, Любек — 26 вересня 1983, Діссен-Штрізов) — німецький військово-морський діяч, віцеадмірал крігсмаріне (1 лютого 1944). Кавалер Лицарського хреста Залізного хреста. 

## Біографія
1 квітня 1913 року вступив у флот. Закінчив військово-морське училище в Мюрвіку (1914) і навігаційні курси (1918). Учасник Першої світової війни; служив на лінійних кораблях і крейсерах, з жовтня 1915 року — на міноносцях.
Після демобілізації армії залишений на флоті. З 31 липня 1920 року — командир тендера Т-144, з 30 вересня 1922 року — міноносців G-7, G-10 і S-18. З 12 лютого 1925 року — командир роти корабельної кадрованій дивізії «Остзе». З 3 жовтня 1928 року — 2-й ад'ютант командувача військово-морської станцією «Остзе», з 6 листопада 1930 по 21 грудня 1932 року — навігаційний офіцер крейсера «Кенігсберг». З 10 січня 1938 року — радник Імперського військового міністерства.
З 27 жовтня 1938 року — начальник Відділу морських озброєнь ОКМ. 24 липня 1940 року призначений першим командиром щойно збудованого важкого крейсера «Принц Ойген». У 1941 році здійснив кілька вдалих океанічних рейдів, включаючи рейди у складі ескадри (разом з лінійним кораблем «Бісмарк»). Висока швидкість і маневреність крейсера дозволили Брінкманну відвести корабель від переслідування, в той час як «Бісмарк» наздогнали і потопили. 4 серпня 1942 року здав командування кораблем і призначений начальником штабу командування групи ВМС «Південь». З 22 листопада 1943 року — командувач-адмірал на Чорному морі. З 9 листопада по 21 грудня 1944 року — офіцер зв'язку ВМФ при командуванні 20-ї гірської армії, що діяла на північній ділянці радянсько-німецького фронту. З 6 січня 1945 року — 2-й адмірал на Балтиці, одночасно з 20 квітня 1945 року — 2-й адмірал на Північному морі. 31 травня 1945 року взятий в полон союзниками. 29 листопада 1947 року звільнений.

## Нагороди
- Залізний хрест
  - 2-го класу (10 жовтня 1915)
  - 1-го класу (24 липня 1920)
- Почесний хрест ветерана війни з мечами (15 жовтня 1934)
- Орден морських заслуг (Іспанія) 2-го класу (21 вересня 1934)
- Медаль «За вислугу років у Вермахті»
  - 4-го, 3-го і 2-го класу (18 років; 2 жовтня 1936) — отримав 3 нагороди одночасно.
  - 1-го класу (25 років; 1 квітня 1938)
- Орден Корони Італії, командорський хрест (29 вересня 1937)
- Медаль «У пам'ять 1 жовтня 1938» (15 серпня 1939)
- Медаль «У пам'ять 22 березня 1939 року» (26 жовтня 1939)
- Застібка до Залізного хреста
  - 2-го класу (3 червня 1941)
  - 1-го класу (9 червня 1941)
- Німецький хрест в золоті (25 березня 1942)
- Нагрудний знак флоту (5 квітня 1942)
- Орден Заслуг (Угорщина)
  - командорський хрест з мечами (12 січня 1943)
  - командорський хрест із зіркою і мечами (18 лютого 1943)
- Орден «За військові заслуги» (Болгарія) 2-го ступеня з військовою відзнакою (16 березня 1943)
- Орден Корони Румунії, великий офіцерський хрест з мечами (7 серпня 1943)
- Лицарський хрест Залізного хреста (17 травня 1944)
- Орден Михая Хороброго 3-го класу (Королівство Румунія; 30 травня 1944)